# 1952 en musique classique
| \| • Retour à la chronologie générale de la musique classique • \| |
| Grèce • Rome • Haut Moyen Âge • VIIIe siècle • IXe siècle • Xe siècle • XIe siècle XIIe siècle • XIIIe siècle • XIVe siècle • XVe siècle • XVIe siècle • XVIIe siècle XVIIIe siècle • XIXe siècle • XXe siècle • XXIe siècle |
| • Retour à la chronologie générale de la musique classique • |

| Années en musique classique : 1949 - 1950 - 1951 - 1952 - 1953 - 1954 - 1955    |
| Décennies en musique classique : 1920 - 1930 - 1940 - 1950 - 1960 - 1970 - 1980 |

## Événements

### Créations
- 24 janvier : Die Harmonie der Welt de Paul Hindemith, créée à Bâle sous la direction de Paul Sacher.
- 25 janvier : Le Concerto pour violon de Frank Martin, créé à Bâle sous la direction de Paul Sacher avec Hansheinz Schneeberger au violon.
- 12 juin : Trouble in Tahiti, opéra de Leonard Bernstein, créé à Waltham.
- 30 juillet : La Guirlande de Campra, œuvre orchestrale écrite en collaboration par Arthur Honegger, Daniel-Lesur, Roland-Manuel, Germaine Tailleferre, Francis Poulenc, Henri Sauguet et Georges Auric, créée au Festival d'Aix-en-Provence, par l'Orchestre de la Société des concerts du Conservatoire, dirigé par Hans Rosbaud.
- 14 août : L'amour de Danaé, opéra de Richard Strauss, créé à Salzbourg sous la direction de Clemens Krauss.
- 29 août : 4′33″ de John Cage, créé à Woodstock par David Tudor.
- 11 octobre : La Symphonie no 7 en ut dièse mineur de Prokofiev, créée  à Moscou, sous la direction de Samuel Samossoud.
- 23-28 décembre : Création des Vingt-quatre préludes et fugues de Chostakovitch par Tatiana Nikolaïeva à Léningrad, œuvres composées au cours des deux années précédentes.

### Autres
- 1er janvier : concert du nouvel an de l'orchestre philharmonique de Vienne au Musikverein, dirigé par Clement Kraus.

#### Date indéterminée
- Fin de la publication des Denkmäler deutscher Tonkunst et des Denkmäler der Tonkunst in Österreich (début de la publication en 1894).
- Création de l'Orchestre de la radio de Munich.
- Création de l'Orchestre symphonique de la radio de Prague.
- Création de l'Orchestre de chambre de l'ORTF.

## Prix
- Leon Fleisher obtient le 1er prix de piano du Concours musical international Reine Élisabeth de Belgique.
- Igor Oïstrakh obtient le 1er prix de violon du Concours international de violon Henryk-Wieniawski.
- Joseph Marx reçoit le Prix de la ville de Vienne de musique.

## Naissances

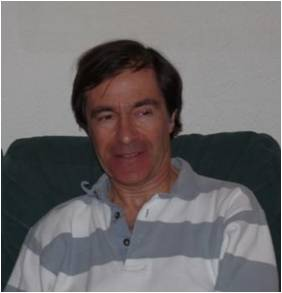
Philippe Chamouard

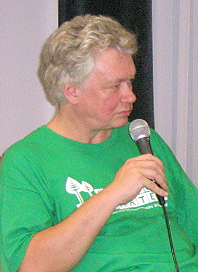
Zoltán Kocsis

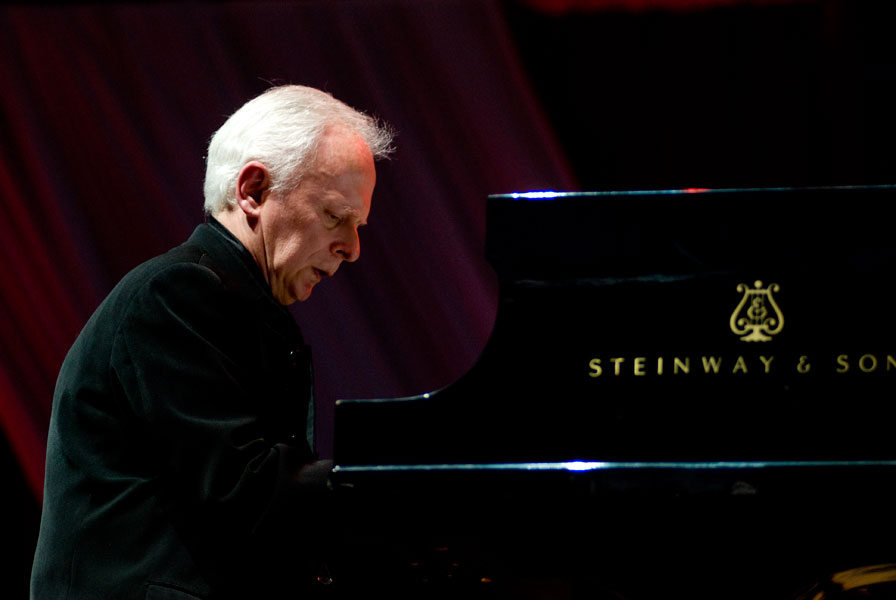
Janusz Olejniczak

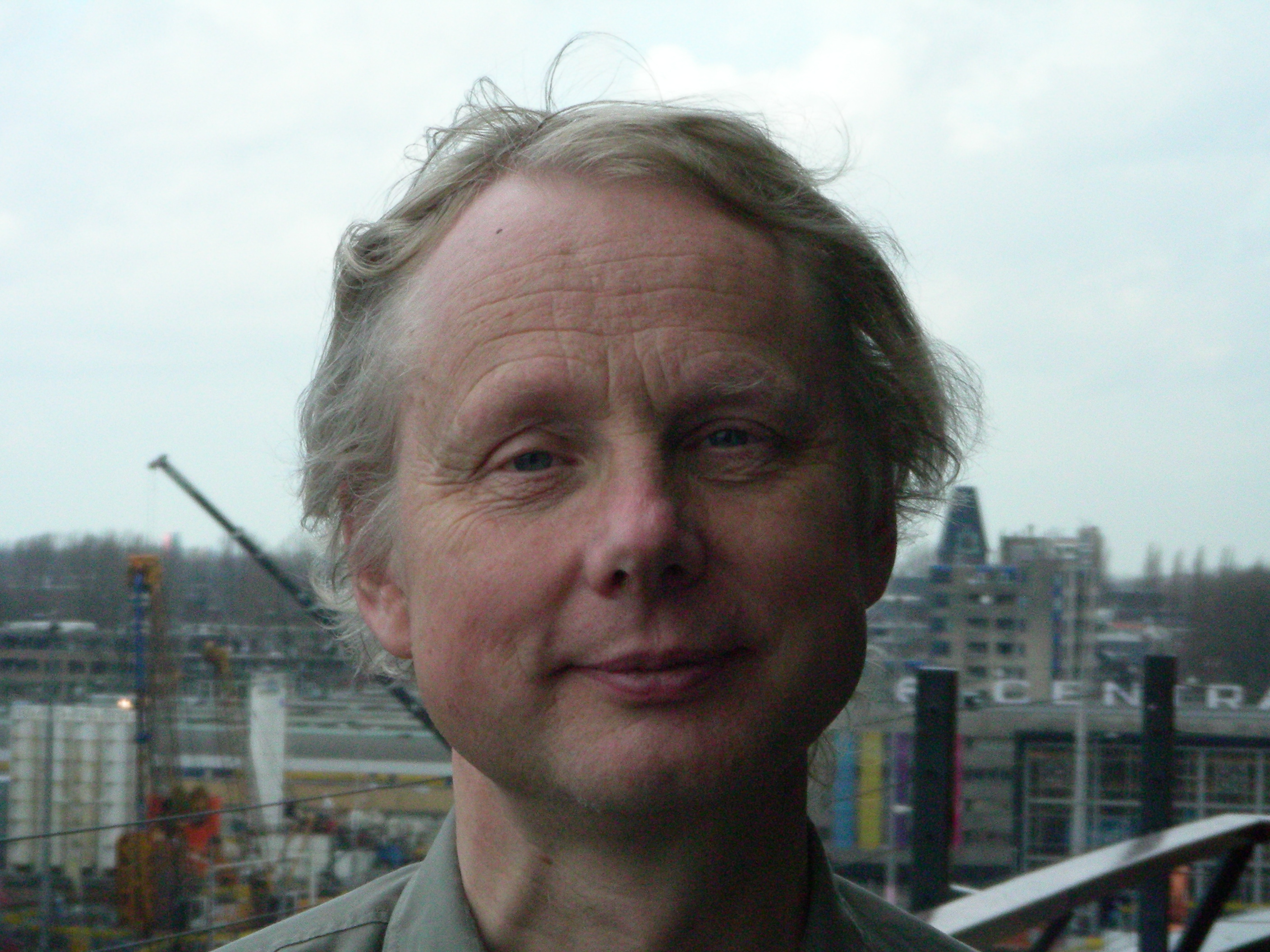
Peter-Jan Wagemans

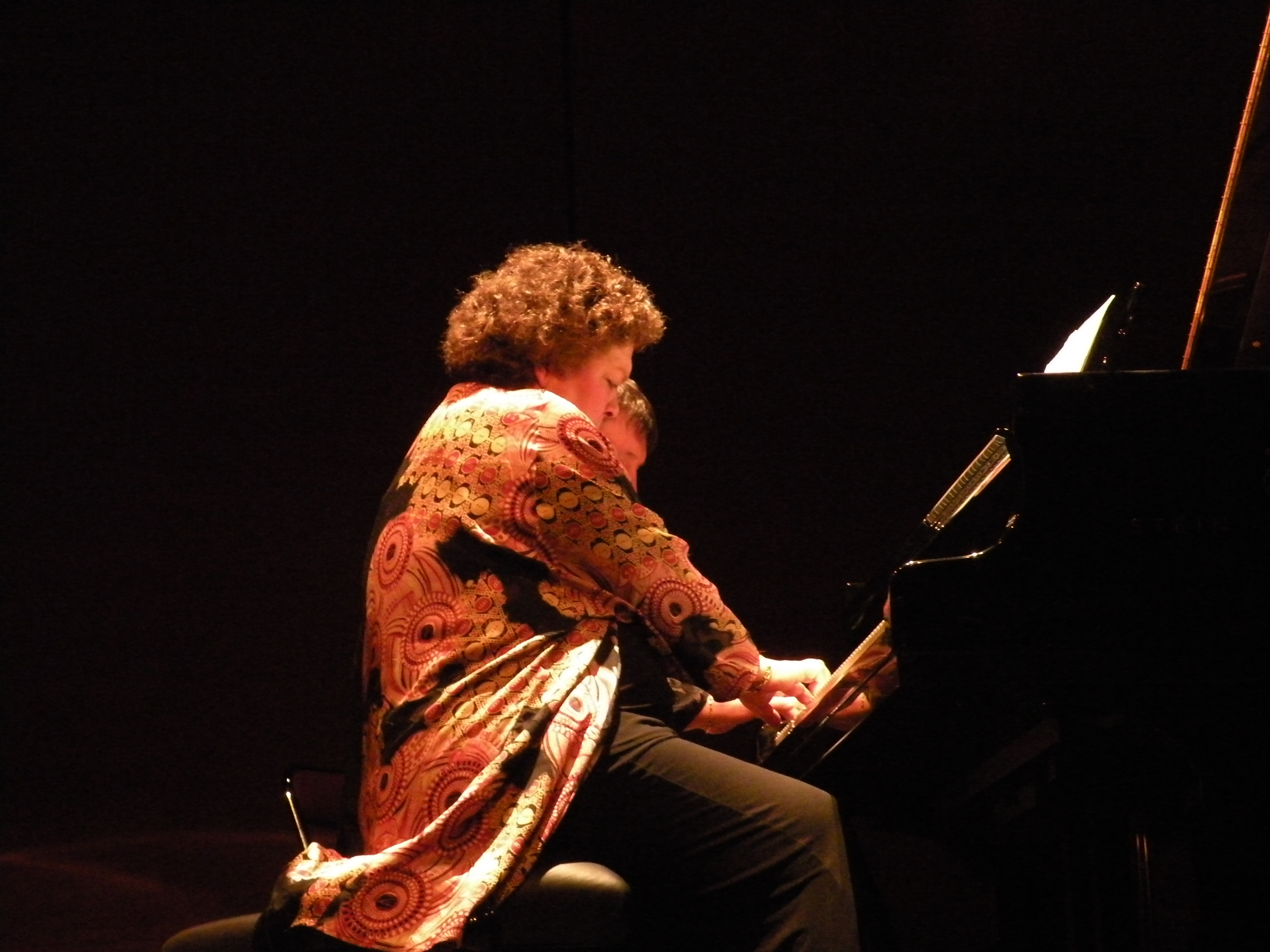
Brigitte Engerer

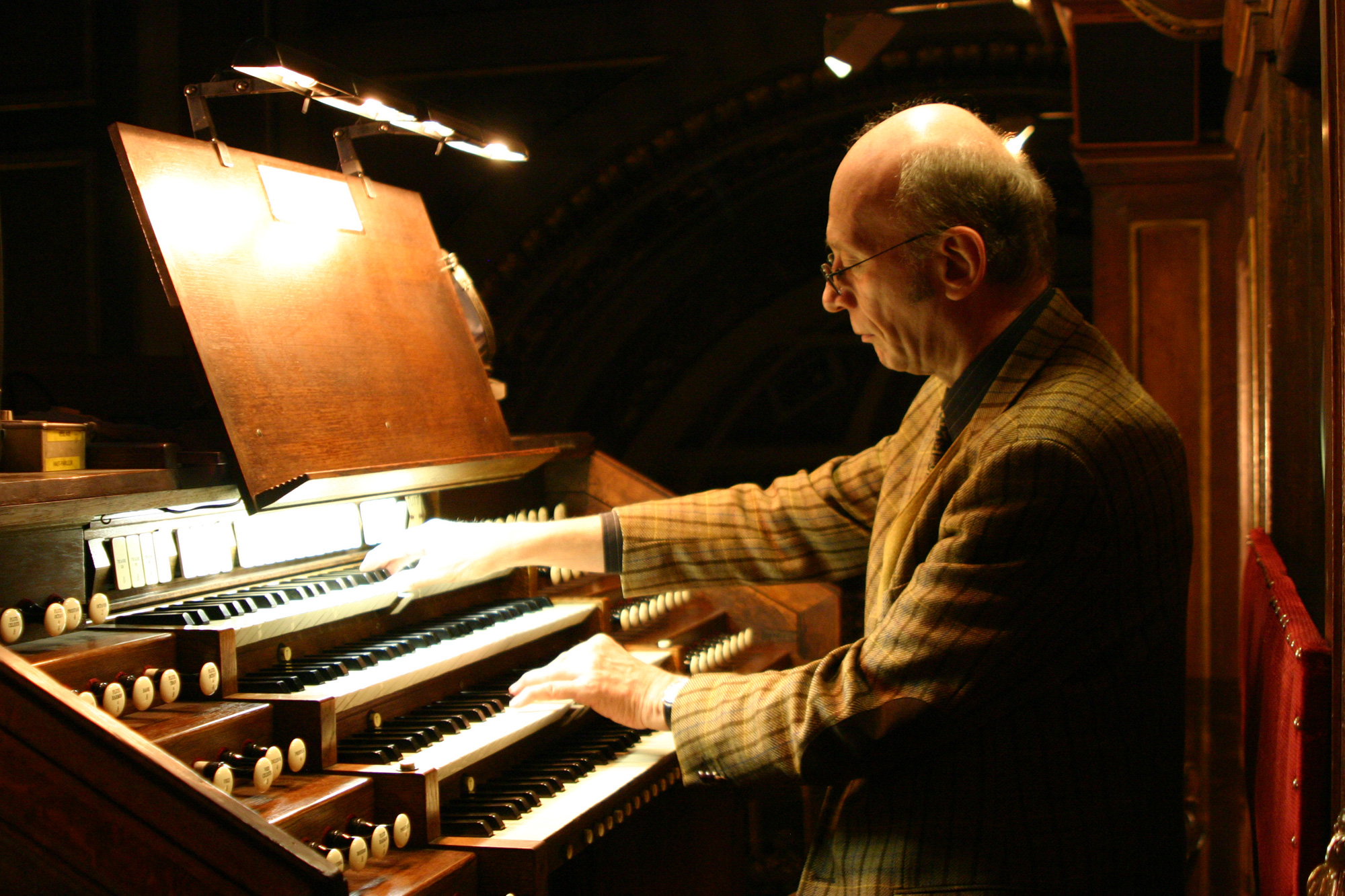
François-Henri Houbart

- 8 janvier : Vladimir Feltsman (en), pianiste russo-américain.
- 16 janvier : Pär Lindgren, compositeur et professeur de musique suédois.
- 19 janvier : Dirk De Moor, chef de chœur belge.
- 21 janvier : Joris Verdin, organiste et compositeur et belge.
- 26 janvier : Frédéric Lodéon, violoncelliste français.
- 1er février : Jenő Jandó, pianiste hongrois († 4 juillet 2023).
- 2 février : Jérôme Lejeune, musicologue, gambiste et homme de radio belge.
- 11 février : 
  - Daisy Bacca, pianiste vaudoise.
  - Koen Crucke, chanteur et acteur de théâtre belge néerlandophone.
- 24 février :
  - Philippe Chamouard, compositeur français de musique contemporaine.
  - Jadwiga Rappé, chanteuse polonaise († 16 mai 2025).
- 6 mars : Marielle Labèque, pianiste française.
- 13 mars : Wolfgang Rihm, compositeur et essayiste allemand († 27 juillet 2024).
- 20 mars : Birgitta Svendén, mezzo-soprano suédoise.
- 25 mars : Ana Bela Chaves, altiste-concertiste et premier alto solo de l'Orchestre de Paris.
- 29 mars : 
  - Gilles Bellemare, musicien, compositeur, professeur et chef d'orchestre.
  - Glen Wilson, claveciniste, pianofortiste, clavicordiste et organiste américain.
- 31 mars : Nelly Miricioiu, soprano roumaine, naturalisée britannique.
- 14 avril : Carles Coll i Costa, chef d'orchestre et compositeur catalan.
- 16 avril : Rico Saccani, chef d'orchestre italo-américain.
- 22 avril : François-René Duchâble, pianiste français.
- 26 avril : Ewa Podleś, contralto colorature polonaise († 19 janvier 2024).
- 8 mai : Kálmán Berkes, clarinettiste hongrois.
- 12 mai : Scott Johnson, compositeur américain († 24 mars 2023).
- 26 mai : Paul Hess, chef d'orchestre, pianiste et dessinateur de nationalités suisse et américaine.
- 30 mai : Zoltán Kocsis, pianiste, compositeur et chef d'orchestre hongrois († 6 novembre 2016).
- 6 juin : Pavel Kogan, violoniste et chef d'orchestre russe.
- 12 juin : Oliver Knussen, compositeur britannique († 8 juillet 2018).
- 16 juin : Jerry Hadley, ténor américain († 18 juillet 2007).
- 19 juin : Philippe Manoury, compositeur français.
- 2 juillet : Miklós Sugár, chef d'orchestre, professeur de musique et compositeur hongrois.
- 3 juillet : Horia Surianu, compositeur roumain naturalisé français.
- 6 juillet : Stephen Hartke, compositeur américain.
- 8 juillet : Knud Arne Jürgensen, historien de la musique danois.
- 12 juillet : Étienne Rolin, musicien (clarinettes, saxophones, flûte), compositeur et sculpteur français d'origine américaine.
- 13 juillet : Alla Pavlova, compositrice américaine d’origine soviétique.
- 25 juillet : Stellan Sagvik, compositeur suédois.
- 26 juillet : Christian Lauba, compositeur français de musique contemporaine.
- 27 juillet :
  - Jean-Philippe Goude, compositeur, directeur artistique et arrangeur français.
  - Carol Vaness, soprano américaine
- 31 juillet : Reinhard Goebel, violoniste et chef d'orchestre allemand.
- 12 août : Gotthold Schwarz, baryton-basse allemand.
- 16 août : Gianna Rolandi, soprano américaine († 20 juin 2021).
- 19 août : Catherine Cessac, musicologue et éditrice de musique française.
- 26 août : Motoyuki Shitanda, compositeur, enseignant, musicologue et chef d'orchestre japonais.
- 30 août : 
  - Simon Bainbridge, compositeur britannique († 2 avril 2021).
  - Paul Giger, compositeur et violoniste suisse de musique contemporaine et de jazz.
- 31 août : Kim Kashkashian, altiste américaine.
- 7 septembre : Peter-Jan Wagemans, compositeur néerlandais.
- 9 septembre : Norbert Nozy, chef d'orchestre et saxophoniste belge.
- 11 septembre : Catherine Bott, soprano britannique.
- 15 septembre : David Schrader, claveciniste, organiste et pianofortiste américain.
- 20 septembre : Christian Meyer, musicologue français.
- 21 septembre : Alessandro Corbelli, baryton-basse italien.
- 23 septembre :
  - Hans Abrahamsen, compositeur danois.
  - Daniel Blumenthal, pianiste américain d'origine allemande.
  - William Shimell, chanteur d’opéra et acteur anglais.
- 27 septembre : Chris Merritt, ténor américain.
- 2 octobre : Janusz Olejniczak, pianiste et pédagogue polonais († 20 octobre 2024).
- 12 octobre : José Luis Turina, compositeur espagnol.
- 14 octobre : Kaija Saariaho, compositrice finlandaise († 2 juin 2023).
- 16 octobre : Jakob Lindberg, luthiste suédois.
- 27 octobre : Brigitte Engerer, pianiste française († 23 juin 2012).
- 16 novembre : Helen Bowater, compositrice néo-zélandaise.
- 23 novembre : Philippe Fénelon, compositeur français.
- 24 novembre : Hartmut Höll, pianiste et pédagogue allemand.
- 30 novembre : Semyon Bychkov, chef d'orchestre russe.
- 4 décembre : Andrew Penny, chef d'orchestre anglais.
- 9 décembre : Albert Glinsky, compositeur américain.
- 10 décembre : Martine Dupuy, mezzo-soprano française.
- 16 décembre : 
  - Manuel Barrueco, guitariste classique cubain.
  - Jon Laukvik, organiste et claveciniste norvégien.
- 23 décembre : Alexander Brincken, compositeur, pianiste et organiste russe.
- 26 décembre :
  - Sérgio Assad, guitariste et compositeur brésilien.
  - François-Henri Houbart, organiste, improvisateur et compositeur français.
- 30 décembre : June Anderson, soprano américaine.

### Date indéterminée
- Bengt Forsberg : pianiste suédois.
- Marco Guidarini, chef d'orchestre italien.
- Philip Jeck, compositeur électroacoustique britannique.
- Denis Levaillant, compositeur français.
- Gilles Millière, tromboniste français.
- Álvaro Pierri, guitariste uruguayen.
- Mitsuko Shirai, chanteuse soprano et mezzo-soprano japonaise.
- Qu Xiao-song, compositeur chinois de musique contemporaine.

## Décès

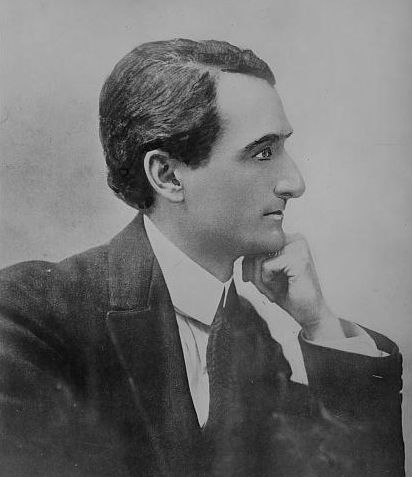
Italo Montemezzi

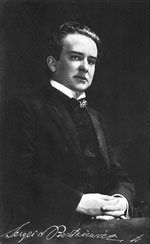
Sergueï Bortkiewicz

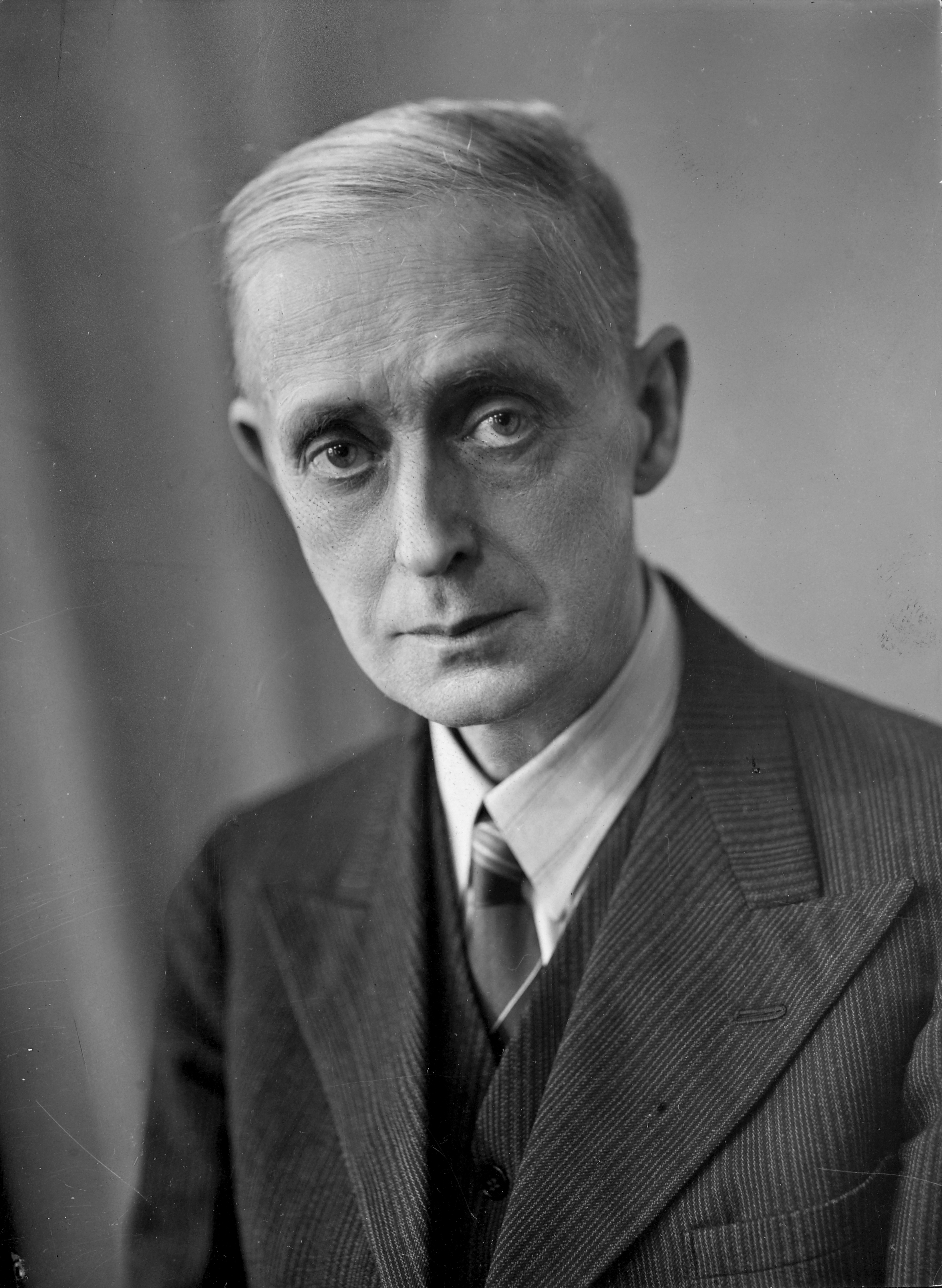
Fartein Valen

- 16 janvier : René Voisin, trompettiste français (° 19 novembre 1893).
- 20 janvier : Arthur Farwell, compositeur et chef d'orchestre américain (° 23 mars 1872).
- 23 janvier : Carlo Boller, musicien et chef d'orchestre suisse (° 4 mai 1896).
- 28 janvier : Bérenger de Miramon Fitz-James, amateur d’orgue, musicographe et mécène français (° 7 mars 1875).
- 4 février : Friedrich Plaschke, baryton-basse tchèque (° 7 janvier 1875).
- 5 février : Adela Verne, compositrice, pédagogue et pianiste britannique d’origine allemande (° 27 février 1877).
- 13 février : Alfred Einstein, musicologue germano-américain (° 30 décembre 1880).
- 17 février : Alex De Taeye, compositeur belge (° 23 octobre 1898).
- 5 mars : Vladimir Chtcherbatchiov, compositeur soviétique (° 24 janvier 1889).
- 24 mars : Paul Pierné, compositeur et organiste français (° 30 juin 1874).
- 21 avril : Alfred Andersen-Wingar, compositeur norvégien (° 15 octobre 1869).
- 23 avril : Elisabeth Schumann, soprano allemande (° 13 juin 1888).
- 5 mai : Alberto Savinio, écrivain, peintre et compositeur italien (° 25 août 1891).
- 9 mai : Louis Dumas, compositeur français (° 24 décembre 1877).
- 11 mai : Giovanni Tebaldini, compositeur, musicologue, pédagogue, organiste et chef d'orchestre italien (° 7 septembre 1864).
- 15 mai : Italo Montemezzi, compositeur italien (° 4 août 1875).
- 9 juin : Adolf Busch, violoniste allemand (° 8 août 1891).
- 17 juin : Alberto Williams, pianiste, compositeur, professeur de musique et chef d'orchestre argentin (° 23 novembre 1862).
- 18 juin : Heinrich Schlusnus, baryton allemand (° 6 août 1888).
- 24 juin : Lodewijk Mortelmans, compositeur flamand (° 5 février 1868).
- 2 juillet :
  - Henriëtte Bosmans, pianiste et compositrice néerlandaise (° 6 décembre 1895).
  - Jaap Spaanderman, compositeur et chef d'orchestre néerlandais (° 17 octobre 1896).
- 3 juillet : Raymond Pech, compositeur français (° 4 février 1876).
- 5 juillet : Édouard Devernay, compositeur et organiste français (° 8 novembre 1889).
- 10 juillet : Rued Langgaard, compositeur, organiste, chef d'orchestre danois (° 28 juillet 1893).
- 16 août : Gusztáv Szerémi, violoniste, altiste et compositeur hongrois (° 9 mai 1877).
- 18 août : Henry Expert, musicologue français (° 12 mai 1863).
- 22 septembre : Guillaume Ibos, chanteur d'opéra français (° 10 juillet 1860).
- 21 octobre : Charles Draper, clarinettiste britannique (° 23 octobre 1869).
- 25 octobre : Sergueï Bortkiewicz, pianiste et compositeur ukraino-autrichien (° 28 février 1877).
- 27 octobre : Josef Bartoš, musicographe tchèque (° 4 mars 1887).
- 15 novembre : Vincent Scotto, compositeur français (° 21 avril 1874).
- 16 novembre : Solomiya Krushelnytska, soprano lyrique ukrainienne (° 23 septembre 1872).
- 23 novembre : Albert van Raalte, chef d'orchestre néerlandais (° 21 mai 1890).
- 25 novembre : 
  - Antonio Guarnieri, chef d'orchestre, compositeur et violoncelliste italien (° 1er février 1880).
  - Julien-Fernand Vaubourgoin, compositeur et pédagogue français (° 29 décembre 1880).
- 14 décembre : Fartein Valen, compositeur et musicologue norvégien (° 25 août 1887).
- 22 décembre : Vincas Bacevičius, pianiste, compositeur lituanien (° 16 mai 1876).
- 25 décembre : Bernardino Molinari, chef d'orchestre italien (° 11 avril 1880).

### Date indéterminée
- Margery Booth, mezzo-soprano et espionne britannique (° 1905).
- Willy Geisler, compositeur allemand (° 1886).